# Lisa Sergio
Lisa Sergio (Firenze, 17 marzo 1905 – Washington, 22 giugno 1989) è stata una giornalista e scrittrice italiana naturalizzata statunitense.
Annunciatrice radiofonica nell'Italia di Mussolini, divenne negli Stati Uniti una delle principali voci radiofoniche antifasciste e una delle prime donne ad avere un proprio programma di cronaca radiofonica. Era l'unica donna che Variety ha incluso nella sua analisi del 1945 dei 30 commentatori radiofonici più popolari.

## Biografia
Lisa Sergio è nata Elisa Maria Alice Sergio a Firenze, Italia, il 17 marzo 1905. Suo padre era il barone Agostino Sergio, un proprietario terriero e sua madre era Margherita Fitzgerald, figlia di Charles Hoffman Fitzgerald di Baltimora, nel Maryland, e Alice Lawrason Riggs della Virginia. I suoi genitori si separarono nel 1910, dopo che suo padre tentò di sparare a sua madre.

### Carriera giornalistica in Italia
Nel 1922 Sergio divenne redattore associato di Italian Mail, l'unico settimanale in lingua inglese in Italia, divenendo infine assistente al redattore e poi redattore. Nota come "la voce d'oro di Roma", Sergio è stata una delle prime radio giornaliste femminili in Italia. Essendo cresciuta parlando in casa sia italiano sia inglese, Sergio ha tradotto in inglese i discorsi di Benito Mussolini mandati in onda. Secondo la maggior parte dei resoconti, sostenne Mussolini e il fascismo almeno fino al 1937, ma secondo il biografo Stacy Spaulding, quando Sergio si convertì all'antifascismo, la sua "conversione fu autentica e sentita". In una nota che scrisse all'epoca, osservò: "Gli esseri umani non nascono sapendo. Sono dotati, dalla nascita, della capacità di apprendere. Imparano a camminare, a parlare. Dobbiamo anche imparare a essere liberi". Lasciò l'Italia nel 1937 poco prima di essere arrestata per le sue modifiche ai commenti e s'imbarcò clandestinamente su una nave grazie all'aiuto di Guglielmo Marconi, amico di famiglia.

### WQXR
Dopo essersi trasferita negli Stati Uniti, Sergio ha lavorato per la NBC. Frustrata perché credeva che "la NBC non avrebbe permesso a una donna di dare notizie", Sergio iniziò a lavorare per la stazione di New York City WQXR nel 1939. Sergio è diventata una delle prime commentatrici femminili di notizie su WQXR, sviluppando il suo programma, "A Column of the Air". Sebbene le cronache di Sergio siano state respinte in quanto principalmente di interesse femminile, "A Column of the Air" aveva lo scopo di affrontare la crisi in Europa e il suo discorso a tutti gli ascoltatori è stato reso possibile, secondo Spaulding, dalla decisione della programmazione di WQXR di affrontare i suoi ascoltatori in termini di cultura e istruzione.
"A Column of the Air" era trasmesso sette volte alla settimana dal 1939 al 1946, quando WQXR cancellò tutte le sue cronache. Alla domanda se il suo genere abbia fatto differenza nella qualità della sua trasmissione, Sergio ha scritto: "Anche qui le donne possono rivendicare e occupare un posto. Se uomini e donne sono ugualmente necessari allo sforzo bellico, come indubbiamente lo sono, se uomini e donne di tutto il mondo stanno portando il tragico fardello di una guerra senza quartiere, così come lo sono, ne consegue che uomini e donne possono ugualmente contribuire alla comprensione delle questioni in gioco e della tendenza a volte sconcertante degli eventi che ci riguardano".

### Lista nera
Sergio, che era stata oggetto di un'estesa sorveglianza dell'FBI da quando era immigrata negli Stati Uniti, è stata inserita nella lista nera dalla Legione americana nel 1949 ed è stata inserita nella pubblicazione anticomunista Red Channels nel 1950.

### Altri lavori
La Sergio è stata anche autrice di diversi libri, tra cui una biografia di Anita Garibaldi e una biografia dell'avvocata e clubwoman Lena Madesin Phillips.

### Morte
Sergio è morta il 22 giugno 1989 nella sua casa di Washington, DC.